# عضلة ركابية
العضلة الركابية (بالإنجليزية: Stapedius muscle)‏ هي عضلة في الأذن الوسطى، تتوضع إلى الجانب الوسطي من القطعة الحلمية للعصب الوجهي في الجزء الخلفي لجوف الطبل ضمن الناتئ الهرمي ويخرج وترها من ذروة الناتئ الهرمي ويتثبت على رأس عظم الركاب.
العضلة الرِكَابيّة (الإنجليزيّة: The stapedius) أصغر عضلة هيكلية في جسم الإنسان. تقيس العضلة ما يزيد قليلاً عن الميلليمتر الواحد طولاً. تتمثَّل وظيفتها في تحقيق الاستقرار لأصغر عظم في جسم الإنسان وهو عظم الرِّكَاب.

## البنية
تخرج العضلة من ثقبة دقيقة في قمة البارزة الهرمية (و هي تبارز مجوّف مخروطي الشكل في الحجرة الخلفية للتجويف الطبلي)، و تنغرز في عنق عظم الرِّكَاب. :863

### التعصيب
تُعصَّب العضلة الرِّكَابيّة من عصب خاص بها، ينشأ من العصب الوجهي. :863

## الوظيفة
تخِّفُ العضلة الركابية من اهتزازات عظم الرِّكَاب عبر سحب عنق العظم. :863 فيمنع الحركة الزائدة لعظم الرِّكَاب، مما يساعد في التحكُّم في تضخيم الأمواج الصوتيّة من البيئة الخارجية العامة إلى الأذن الداخليّة.

## ارتباطات سريرية
يسمح شلل العضلة الرِّكَابيّة بتذبذب أوسع لعظم الرِّكَاب، مما يؤدي إلى رد فعل أكبر من عُظيمات السمع تجاه الاهتزازات الصوتيّة. هذا الظرف، يُعرف باحتداد السمع، و يسبِّب اعتبار الشخص الأصوات العادية اعتبارها عاليةً جداً. قد يحدث شلل العضلة الركابيّة عندما يتضرر عصبها وهو فرع من العصب الوجهي كما ذُكر، أو عند تضرُّر العصب الوجهي ذاته قبل تفرُّع عصب العضلة الركابية. في حالات شلل بيل، قد يحدث شلل من جانب واحد في العصب الوجهي، وبالتالي فإن العضلة الرِّكَابيّة تُشَلّ ويحدث احتداد السمع.

## التنوع التطوري
كما هو الحال في عظم الركاب الذي ترتبط العضلة به، تتشارك العضلة الرِّكَابيّة التاريخ التطوري مع الهياكل الفقارية الأخرى.

فتتطور العضلة الرِّكَابيّة عند الثدييات من عضلة تدعى العضلة خافضة الفك السفلي في رباعيات الأرجل الأخرى، والتي كانت وظيفتها فتح الفم عبر خفض الفك السفلي (أخذت العضلة ذات البطنين هذه الوظيفة فيما بعد عند الثدييات). تنشأ العضلة خافضة الفك السفلي من رافعة الوصاد في الأسماك العظمية، و هي تعادل تحت اللامي في القروش. تُشتق العضلات السابقة بما فيها العضلة الرِّكَابيّة من القوس اللامي ويُعصِّبُها العصب القحفي السابع.